# Королева космосу
«Королева космосу» (англ. Queen of Outer Space) — американський науково-фантастичний фільм 1958 року. У головних ролях — Жа Жа Габор, Ерік Флемінг та Лорі Мітчелл.

## Сюжет
Події відбуваються у майбутньому, у 1985 році. Космічний корабель з екіпажем з чотирьох осіб стартує з мису Канаверал до навколоземної орбітальної станції. Однак за деякий час до стикування станція знищена невідомим «міжзоряним енергетичним променем», який також впливає і на корабель. Екіпаж здійснює аварійну посадку на Венері, де відразу потрапляє в полон. Астронавти дізнаються, що планета знаходиться під владою жінок і править тут королева Іллана, яка ніколи не знімає маску. За її наказом було вбито більшість чоловіків на планеті, залишилися тільки видатні математики і вчені, яких переселили у в'язницю-колонію на супутник.
Однак придворна Таллія і кілька її подруг бажають повернути чоловіків в своє суспільство, тому жадають скинути королеву. Вони звільняють в'язнів і просять капітана Паттерсона вбити Іллану. Незабаром Паттерсон залишається наодинці з королевою, але перед тим, як вбити її, зриває з жінки маску. З'ясовується, що її обличчя спотворене радіаційними опіками, які вона отримала під час «війни між Венерою і іншою планетою 10 земних років тому», яку розв'язали чоловіки. Скориставшись замішанням Паттерсона, Іллана втікає і вирішує знищити Землю тим самим енергетичним променем. До земного екіпажу і Таллії прибуває підмога, зав'язується боротьба зі охоронницями королеви, яка завершується вибухом апарата, що створює смертельний промінь. Іллана, яка перебувала поруч з апаратом, гине, новою королевою стає Таллія.
Незабаром ракета землян відремонтована, і вони можуть вирушати додому. Зв'язавшись із Землею, астронавти отримують наказ залишатися на Венері мінімум рік, поки за ними не прибуде рятувальна експедиція. Хоча космічний корабель справний, екіпаж про це замовчує в бесіді з командуванням і з радістю залишається на планеті.
Фільм закінчується грандіозним святкуванням чоловіків і венеріанок, наповнене шквалом обіймів і пристрасних поцілунків.

## Актори
- Жа Жа Габор — Таллія
- Ерік Флемінг — капітан Ніл Паттерсон
- Дейв Віллок — лейтенант Майк Круз
- Лорі Мітчелл — королева Іллана
- Ліза Девіс — Мотія
- Пол Бірч — професор Конрад
- Патрік Волтц — лейтенант Ларрі Тернер
- Барбара Дарроу — Каїл
- Мерилін Баферд — Одіна